# Glovo
Glovo – hiszpański start-up z branży szybkiego handlu, założony w Barcelonie w 2015 roku. Jest to usługa kurierska na żądanie, która kupuje, odbiera i dostarcza produkty zamówione za pośrednictwem aplikacji mobilnej. Oferuje wiele usług, a najpopularniejszą ofertą jest dostawa jedzenia. Firma została założona przez Oscara Pierre’a i Sachę Michaud.

## Historia
Firma została założona przez Oscara Pierre’a Miquela, który jest obecnie dyrektorem generalnym i Sachę Michaud, która jest współzałożycielem.
Firma ostatecznie poszerzyła swoją działalność na inne kraje. W styczniu 2020 r. Glovo zakończyło działalność w Turcji, Egipcie, Portoryko i Urugwaju.
W październiku 2020 r., w celu osiągnięcia rentowności, pozostałe operacje Glovo w Ameryce Łacińskiej zostały zakupione przez niemiecką firmę Delivery Hero, za transakcję o wartości 272 mln USD, pozostawiając Glovo tylko działalność w Europie Południowej i Wschodniej.

## Usługi
Najpopularniejszą usługą firmy pozostaje dostawa jedzenia. Inne usługi dostępne w aplikacji to dostawa zakupów, leków itp. Glovo umożliwia użytkownikom wyszukiwanie i składanie zamówień w restauracjach, które są odbierane, gdy są gotowe i dostarczane do domu użytkownika.

## Działalność
Od lutego 2021 r. Glovo działa w ponad 23 krajach na całym świecie.

### Afryka
- Wybrzeże Kości Słoniowej
- Ghana
- Kenia
- Maroko
- Nigeria
- Uganda

### Azja
- Kazachstan (cztery miasta: Ałmaty, Atyrau, Astana, Szymkent)
- Kirgistan

### Ameryka Środkowa
- Kostaryka
- Gwatemala (przerwane w kwietniu 2021)
- Honduras (przerwany w kwietniu 2021, zastąpiony przez PedidosYa)

### Europa
- Bośnia i Hercegowina
- Chorwacja
- Gruzja
- Włochy
- Mołdawia
- Czarnogóra
- Polska
- Portugalia
- Rumunia
- Serbia
- Hiszpania
- Ukraina
- Bułgaria (od początku kwietnia 2021)

### Ameryka Południowa
- Ekwador
- Peru

### Dawniej
- Brazylia (przerwana w lutym 2019 r.)
- Chile (przerwane w kwietniu 2019)
- Egipt (przerwany w styczniu 2020 r.)
- Portoryko (przerwane w styczniu 2020 r.)
- Turcja (przerwane w styczniu 2020 r.)
- Urugwaj (przerwany w styczniu 2020 r.)
- Argentyna (przerwane w październiku 2020 r.)
- Dominikana (przerwana w październiku 2020 r.)
- Panama (przerwane w październiku 2020 r.)
- Francja